# Stanisław Gromnicki
Stanisław Gromnicki (ur. 25 listopada 1843 w Skale, zm. 20 maja 1921 we Lwowie) – polski duchowny rzymskokatolicki, prałat, kaznodzieja, działacz społeczny.

## Życiorys
Stanisław Gromnicki wywodził się ze szlacheckiej rodziny Gromnickich z Omelan herbu Prawdzic. Urodził się 25 listopada 1843 w Skale nad Zbruczem jako syn Juliana Walentego i Marceli z Forstów. W 1872 jego bracia Adam Wojciech i Mikołaj Antoni wylegitymowali się ze szlachectwa w galicyjskim Wydziale Krajowym. Był kuzynem ks. Tadeusza Gromnickiego. 
Uczył się w szkołach w Buczaczu i we Lwowie. W 1866 przyjął święcenia kapłańskie we Lwowie, a następnie rozpoczął pracę jako duszpasterz w Kozłowie. Po dwóch latach przeniesiony został do Płotyczy, gdzie zainicjował budowę kościoła oraz dwóch kaplic na terenie parafii (w Ihrowicach i Jankowcach). W 1878 mianowany został proboszczem w Petlikowcach, gdzie zasłużył się wybudowaniem kościółka w Bobulińcach oraz kaplicy w Kujdanowie.
10 listopada 1880 objął parafię w Buczaczu. Podczas wieloletniej pracy w tej parafii wybudował kościoły w: Nowostawcach, Leszczańcach, Dźwinogrodzie i Nagórzance. Zainicjował też wybudowanie kaplic w Buczaczu, Sorokach, Rukomyszu i Pyszkowcach. Budowę kaplic i kościołów często finansował z własnego majątku. Oprócz funkcji proboszcza, był też dziekanem czortkowskim, buczackim i stanisławowskim. Pod koniec XIX wieku był inicjatorem akcji pod hasłem Ratujmy milion!, wzywającej do budowy kościołów i kaplic celem ratowania ludności polskiej zamieszkałej na obszarze Galicji Wschodniej przed rutenizacją. Był spowiednikiem sióstr Niepokalanek w Jazłowcu oraz, od 1895, zastępcą przewodniczącego buczackiego oddziału Rady Szkolnej Okręgowej. W 1904 wygłosił kazanie podczas odsłonięcia pomnika Bartosza Głowackiego w Tarnobrzegu. Od 1914 mieszkał we Lwowie przy kościele św. Jana Chrzciciela, gdzie zmarł 20 maja 1921. W niedziele 26 listopada 1916 w kościele św. Jana Chrzciciela odbyła się uroczystość jego 50-lecia w służbie kapłańskiej. Został pochowany na Cmentarzu Janowskim we Lwowie.

## Kazania
Stanisław Gromnicki poruszał w kazaniach problematykę dogmatyczną, moralną, społeczną i narodową. Jego kazania podkreślały wartość narodu polskiego, ale również konieczność zachowania braterskich stosunków z innymi narodowościami, zwłaszcza Ukraińcami, których uznawał za braci, wywodzących się ze wspólnych korzeni. Jego głównym celem było krzewienie polskości na terenie Galicji wschodniej i na kresach wschodnich oraz obrona obrządku łacińskiego. 

## Publikacje
- Kazanie w uroczystość NMP Królowej Korony Polskiej powiedziane w archikatedrze lwowskiej obrządku łacińskiego dnia 5 maja 1895 roku, Buczacz 1895, Lwów 1899;
- Przedmowa na niedzielę XIV po Świątkach, Lwów 1889;
- De indigna celebratione sacrifica missae. Sermo in congregatione decanali habitus, Lwów 1900;
- Kilka stów do młodzieży przy poświęceniu kaplicy gimnazjalnej w Buczaczu, Lwów 1900;
- O jedności i miłości w narodzie, Jasło 1900, 1903;
- Kilka uwag o Trójcy Przenajświętszej, Lwów 1901, 1910;
- Kilka uwag w sprawie ruskiej albo „Co miara, to wiara" (wraz z ks. A. Rokoszem), Lwów 1901;
- Przestroga dla wyborców, Buczacz 1907;
- Lud a duchowieństwo, Warszawa 1906;
- Dla polskich dzieci, Jasło 1903;
- Kazanie w urocz. Najśw. Maryi Panny Królowej Korony Polskiej w archikatedrze lwowskiej łać. Dnia 5 maja 1901 r., Lwów 1901;
- Dzwon, krzyż, lampa: trzy rzeczy, które nam przypominają nieskończoną i niepojętą boską miłość Zbawiciela, Buczacz 1912.

## Odznaczenia, wyróżnienia
- Krzyż kawalerski orderu Franciszka Józefa (2 grudnia 1898)[8].
- Prałat domowy (1907, mianowany przez papieża Piusa X).